# Heinz Guttfeld
Heinz Guttfeld (* 10. April 1904 in Luckenwalde; † 14. Juni 1995 in Israel) war ein deutsch-israelischer Naturwissenschaftler, der den meteorologischen Dienst in Israel aufbaute. 1950 nahm er den Namen Mordechai Gilead an.

## Schule und Studium
Heinz Guttfeld wurde als Sohn eines jüdischen Einzelhändlers in Luckenwalde (Brandenburg) geboren. Das Gymnasium musste Guttfeld als Sechzehnjähriger verlassen, weil die Inflation das kleine Geschäft seines Vaters ruiniert hatte. Ab 1922 absolvierte er eine kaufmännische Lehre in einer Bronzefabrik in Luckenwalde und arbeitete anschließend im gleichen Betrieb als Handlungsgehilfe.
Von 1927 bis 1929 nahm Heinz Guttfeld am zweiten Arbeiter-Abiturienten-Kurs am Kaiser-Friedrich-Realgymnasium (der späteren Karl-Marx-Schule) in Berlin-Neukölln teil und legte hier 1929 die Reifeprüfung ab.
Heinz Guttfeld studierte ab 1929 in Berlin, Freiburg und Frankfurt am Main Mathematik, Geographie und Meteorologie. 1932 machte er das Examen als Mittelschullehrer. Sein Ziel war es jedoch, in die Lehrerausbildung zu gehen, Lehrer an einer Pädagogischen Akademie zu werden. Aus diesem Grund begann er, gestützt auf ein Stipendium der Studienstiftung des deutschen Volkes, eine Promotion in Pädagogik bei Hans Weil in Frankfurt. Durch die nationalsozialistische Machtergreifung wurden beide vor Abschluss des Verfahrens von der Universität vertrieben und emigrierten nach Italien.

## Politische Aktivitäten vor der Emigration
Von 1929 bis 1932 war Heinz Guttfeld Mitglied der Jungsozialisten und auch aktiv in der Kinderfreunde-Bewegung und bei den Naturfreunden. Während seines Studiums war er in Frankfurt am Main Mitglied im Roten Studentenbund und entfernte sich allmählich von seiner eher sozialdemokratisch geprägten politischen Herkunft. Wie sich aus einem Brief Leo Trotzkis ergibt, war er 1931 bereits Mitglied der Sozialistischen Arbeiterpartei Deutschlands.

## Emigration nach Italien
Heinz Guttfeld und Hans Weil emigrierten im Oktober 1933 nach Italien. Sie arbeiteten zunächst beide am Landschulheim Florenz, bevor sie dann gemeinsam 1934 die Schule am Mittelmeer gründeten. Noch in Italien heiratete Heinz Guttmann 1934 Ellen Ephraim (geboren 1908 in Bernstein/Neumark, gestorben 1972 in Israel). Ellen Ephraim hatte 1929 ihr Diplom als Turnlehrerin abgelegt und arbeitete vor ihrer Emigration als Gymnastiklehrerin und Leiterin des Kinderheims der U.O.B.B.-Loge in Dresden. In der Schule am Mittelmeer arbeitete sie ebenfalls als Sportlehrerin. 1935 verließen Heinz Guttfeld und Ellen Ephraim die Schule. Feidel-Mertz führt Guttfelds Ausscheiden darauf zurück, dass er aufgrund seiner mangelnden Sprachfähigkeiten nicht länger als Lehrer arbeiten konnte. Indirekt bestätigt wird das von ihm in einem Interview, indem er deutlich macht, dass er erst in Palaestina Englisch gelernt habe und danach dann mit einigen Schwierigkeiten Hebräisch.

## Übersiedlung nach Palästina und Leben in Israel
Heinz Guttfeld und Ellen Ephraim übersiedelten 1935 nach Palästina, nachdem Guttfeld in den Genuss eines C-Zertifikts der britischen Mandatsverwaltung gekommen war. Er wurde sofort Mitglied der Gewerkschaft Histadrut und der HOG (Hitachduth Olej Germania), einer Selbsthilfeorganisationen deutscher Einwanderer. Für die von der HOG als Kooperative gegründete Darlehenskasse „Kupath Milweh l'Olej Germania“ führte er bis 1936 statistische Untersuchungen durch und ebenso für die britische Mandatsverwaltung.
Im Januar 1937 begann dann Heinz Guttfelds Laufbahn als Meteorologe. Er gehörte zu einer Gruppe von emigrierten Wissenschaftlern, die als „German Group“ große Bedeutung für die Etablierung der Geowissenschaften, der Gewässerkunde und der Meteorologie in Palästina und später in Israel hatten. Guttfeld arbeitete zunächst für den palästinensischen Wetterdienst und dann von 1940 bis 1945 für den Flugwetterdienst der britischen Luftwaffe. In den Jahren 1947/1948 arbeitete er für den Wetterdienst der Hagana, bevor er dann nach der Gründung des Staates Israel Direktor des israelischen Wetterdienstes wurde. Diese Funktion übte Heinz Guttfeld bis zu seiner Pensionierung im Jahre 1971 aus.
Heinz Guttfeld nahm im Jahre 1950 den Namen Mordechai Gilead an. Er lebte mit seiner Frau, Ellen Ephraim, in Ramat Gan in der Nähe von Jerusalem. Das Ehepaar hatte zwei Kinder, Michael, geboren 1939 in Ramat Gan, und Yohanan, geboren 1944 in Jerusalem.

## Internationale Aktivitäten
Von 1947 bis 1971 war Heinz Guttfeld ständiger Vertreter Israels bei der World Meteorological Organization, einer Sonderorganisation der Vereinten Nationen. Im Auftrag der UNO arbeitete er aber auch als Berater in der Entwicklungshilfe, unter anderem in Nigeria, Ghana und in Nepal. Er war Mitglied der American Meteorological Society und gehörte ab 1963 dem Editorial Board der internationalen Fachzeitschrift Agricultural Meteorology (heute: Agricultural and Forest Meteorology) an.

## Schriften
- Edgar Rosemann, Hans Weil, Heinz Guttfeld: Aufruf zur Gründung eines jüdischen Werk- und Erziehungheimes, Frankfurt am Main, Kettenhofweg, 8. April 1933. Dieser bislang nur von Joseph Walk erwähnte Text enthält „auf 113 Seiten einen detaillierten fachlichen und theoretischen Lehrplan […] und die Grundlagen einer erfolgreichen Erziehungsarbeit“.[18]